# Balassa Krisztián
Balassa Krisztián (Budapest, 1980. április 14. –) magyar karmester, író, forgatókönyvíró.

## Élete
Zeneszerzés szakon végzett a Szent István Zeneművészeti Szakközépiskolában, majd a Liszt Ferenc Zeneművészeti Egyetemen két diplomát szerzett: előbb karvezetés, majd karmester szakon, Gál Tamás és Ligeti András növendékeként.
2002 és 2004 között a Színház- és Filmművészeti Egyetem oktatója volt. 2006 és 2016 között a Budapesti Operettszínház karmestereként és korrepetitoraként tevékenykedett, miközben rendszeresen közreműködött olyan rangos eseményeken, mint a Miskolci Nemzetközi Operafesztivál, a Szegedi Szabadtéri Játékok és a Csodálatos Baja fesztiválsorozat. Az Aranypálca Nemzetközi Karmesterversenyen dobogós helyezést ért el, valamint elnyerte az MTVA különdíját.
2016-tól a Stage Entertainment GMBH karmestereként dolgozott, fellépett többek között a berlini Theater des Westens, a stuttgarti Apollo Színház, a kölni Musical Dome és a müncheni Deutsches Theater színpadain. 2018-tól a stuttgarti Palladium Színház zeneigazgató-helyetteseként folytatta pályafutását. 2020-ban visszatért Magyarországra, és szabadúszóként dolgozik tovább.
A pandémia időszaka alatt írói tevékenységbe kezdett, első könyve Marionett Fenomenál címmel 2021-ben jelent meg a Kalligram Kiadó gondozásában. Első filmes munkája Dargay Attila és Vörösmarty Mihály Csongor és Tünde című drámai költeményének egész estés animációs feldolgozása, amely 2025 tavaszán került a mozikba.
Külföldön a Lett Szimfonikus Zenekar, Magyarországon pedig többek között a Concerto Budapest, a Szegedi Szimfonikus Zenekar, a Magyar Rádió Szimfonikus Zenekara, a Kodály Filharmonikusok, a Szolnoki Szimfonikus Zenekar és a Danubia Zenekar karmestereként találkozhatott vele a közönség.
A könnyűzenei élet kiemelkedő előadóival is rendszeresen együttműködik, többek között Lerch Istvánnal, Tóth Verával, Fábián Julival, Takács Nicholas-szal, a Quimby zenekarral, Bolyky Balázzsal, Kökény Attilá-val, Soltész Rezsővel, Horváth Charlie-val, Müller Péter Sziámival, Alapi Istvánnal és Oláh Ibolyával. Évente vezényli a Magyar Rádió Szimfonikus Zenekarát A DAL című tehetségkutató műsorban.
Nemzetközi partnerei között olyan művészek szerepelnek, mint Stacey Kent(USA), Angelo del Vecchio, Damien Sargue, Gian Marco Schiaretti, Mikelangelo Loconte, Elhaida Dani, Ryan O’Shaughnessy (Franciaország), Ilaria Della Bidia (Olaszország), Emmelie de Forest, (Dánia) Stephany Ortega (Luxemburg), a német musicaljátszás legnagyobb sztárjai: David Jakobs, Judith Caspari, Jan Amann, Mark Seibert, Milan van Waardenburg, valamint a világhírű hegedűművész Shlomo Mintz, a csellóművész Antons Trocjuks, valamint több amerikai zeneszerző: Cody Fry, Matthew Ferraro, és Mark Kilian. Operaénekesek közül együtt dolgozott Miklósa Erikával, Kele Brigittával, Magyar Leventével, Boncsér Gergellyel, Sergio Escobarral (Spanyolország), Herbert Lipperttel (Ausztria), Daniel Szeili-vel (Németország), Jolana Slavíkova-val (Csehország), Adrian Domareckivel (Lengyelország), Robert Stolz-cal (Litvánia), Nuška Drašček-kel (Szlovénia), Vida Miknevičiūtė-vel (Litvánia), Mariana Panova-val (Bulgária) és Peter Berger-rel (Szlovákia).
Filmzenefelvételeken is aktív szerepet vállal, együttműködésben a Budapest Symphony Orchestra, a Pannonia Film Orchestra, a Tom-Tom Stúdió és a Budapest Scoring csapatával, több hollywoodi és bollywoodi sikerprodukcióban közreműködve.
2025-ben meghívást kapott a rijádi Joy Awards díjátadóra Szaúd-Arábiába, ahol Christina Aguilera-val, Andrea Bocelli-vel, Jonathan Moffett-tel, Hans Zimmer-rel és Michael Bublé-val dolgozott együtt.

## Művei
- Marionett Fenomenál; Kalligram, Budapest, 2021
- #Kukoricajancsi – zenés színdarab – bemutató: 2022. Érd, Szepes Gyula Művelődési Központ, rendezte: Angyal Márta

## Díjai
- 2012 – Aranypálca Kálmán Imre Nemzetközi Karmesterverseny – 3. helyezett
- 2012 – MTVA különdíj

## Színházi munkái
|                  |                           | bemutató                           | dátum |  |
| ---------------- | ------------------------- | ---------------------------------- | ----- |  |
| Giacomo Puccini  | La Bohéme (Bohém Casting) | Thália Színház                     | 2012  |  |
| Giacomo Puccini  | Gianni Schicchi           | Budapesti Operettszínház           | 2011  |  |
| Vidovszky László | Nárcisz és Echo           | Miskolci Operafesztivál            | 2014  |  |
| Dubrovay László  | Váltságdíj                | Miskolci Operafesztivál            | 2014  |  |
| Fekete Gyula     | Egy anya története        | Liszt Ferenc Zeneművészeti Egyetem | 2016  |  |

| Leo Fall       | Madame Pompadour | Budapesti Operettszínház           | 2010 |
| Kálmán Imre    | Csárdáskirálynő  | Budapesti Operettszínház           | 2009 |
| Lehár Ferenc   | A mosoly országa | Budapesti Operettszínház           | 2014 |
| Zerkovitz Béla | Csókos asszony   | Vörösmarty Színház, Székesfehérvár | 2015 |
| Huszka Jenő    | Lili bárónő      | Veszprémi Petőfi Színház           | 2021 |

| Farkas Ferenc  | Csínom Palkó                | Budapesti Operettszínház                 | 2015 |
| Neumark Zoltán | A koppányi aga testamentuma | Szentendrei, Skanzen, Szabadtéri Színpad | 2021 |

| Darvas Ferenc – Parti Nagy Lajos | Ibusár               | Raktárszínház             | 2009 |
| Charles Strouse                  | Virágot Algernonnak! | POSZT 2016, Raktárszínház | 2016 |
| Paul Dessau – Bertold Brecht     | A kaukázusi krétakör | Raktárszínház             | 2011 |
| Balassa Krisztián                | #kukoricajancsi      | Szepes Gyula Műv. Kp.     | 2022 |

| Alan Menken                       | Szépség és a szörnyeteg     | Budapesti Operettszínház                                                       | 2010             |
| Alan Menken                       | Der Glöckner von Notre Dame | Theater des Westens – Berlin, Palladium Theater, Stuttgart                     | 2018             |
| Alan Menken                       | Sister Act                  | Theater des Westens – Berlin, Rhein-Main-Theater – Niederhausen                | 2017             |
| Jim Steinman                      | Tanz der Vampire            | Musical Dome – Köln, Deutsches Theater – München, Theater des Westens – Berlin | 2016, 2018       |
| Jim Steinman                      | Vámpírok bálja              | PS Produkció                                                                   | 2016-            |
| Steve Margoshes                   | FAME                        | Budapesti Operettszínház                                                       | 2015             |
| Benny Andresson – Björn Ulvaeus   | SAKK                        | PS Produkció                                                                   | 2016-            |
| Dave Stewart                      | GHOST                       | Budapesti Operettszínház                                                       | 2013             |
| Gerard Presgurvic                 | Elfújta a szél              | Szegedi Szabadtéri Játékok                                                     | 2013, 2014       |
| Szörényi Levente – Bródy János    | Veled Uram!                 | Thália Színház                                                                 | 2013             |
| Pásztor László – Jakab György     | Szép nyári nap              | Budapesti Operettszínház                                                       | 2015             |
| Claude-Michel Schönberg           | Miss Saigon                 | Csodálatos Baja, Fő-tér                                                        | 2012             |
| Lévay Szilveszter                 | Rebecca                     | Budapesti Operettszínház                                                       | 2010             |
| Lévay Szilveszter                 | Marie Antoinette            | Budapesti Operettszínház                                                       | 2016             |
| Lévay Szilveszter                 | Elisabeth                   | Budapesti Operettszínház                                                       | 2010, 2014       |
| Lévay Szilveszter                 | Mozart!                     | Budapesti Operettszínház, Veszprémi Petőfi Színház                             | 2009, 2012, 2022 |
| Kocsák Tibor                      | Abigél                      | Thália Színház, Pesti Magyar Színház                                           | 2010             |
| Gerard Presgurvic                 | Rómeó és Júlia              | Budapesti Operettszínház                                                       | 2008             |
| Tolcsvay László                   | Isten pénze                 | Budapesti Operettszínház                                                       | 2014             |
| Maury Yeston                      | Titanic                     | Szegedi Szabadtéri Játékok, Veszprémi Petőfi Színház                           | 2019, 2020       |
| Stephen Flaherty                  | Anastasia                   | Stuttgart, Palladium Theater                                                   | 2018-2019        |
| Várkonyi Mátyás                   | Sztárcsinálók               | PS Produkció                                                                   | 2020             |
| Gary Adler Michael Patrick Walker | Oltári Srácok               | Art-Színtér, Thália Színház                                                    | 2025, 2007-2010  |

## Folyóirat, online publikálás
- Neró tolerancia [4] – novella  – Kalligram folyóirat, 2021. október
- Rendalelke [5] – novella, Heimweg Kristóf néven – 2020. április – Petőcz András naplója
- Ádám teremtése [6] – novella, Heimweg Kristóf néven – 2020. február – Petőcz András naplója
- A Somossy Károlyhoz köthető műintézmények vizsgálata kommunikációs szempontból - szórakoztatóipar és sajtó a századfordulón - Uránia Interdiszciplináris folyóirat, 2024. IV. évfolyam 2. szám

## Film
- Első egész estés animációs filmje, a Vörösmarty Mihály és Dargay Attila ötletéből született Csongor és Tünde, amely 2025-ben került a mozikba. Producer: Temple Réka, rendező: Pálfy Zsolt és Máli Csaba, Cinemon Stúdió.
- Rövidfilm - Az ördögség - Forgatókönyv, szöveg, zene: Balassa Krisztián, Cinemon Entertainment

## Televíziós, rádiós szereplések
- MTV Ma reggel
- Duna TV Kívánságkosár
- Szimfonik Live MTVA (2013. október 4.)
- Aranypálca – Duna TV
- Echo TV riportok  – Fame, Mozart!, Egy anya története – 2014-2015
- Könyvbemutató és kiállításmegnyitó – 2021. 12. 06. Kastner Kommunity
- Könyvmustra Nemes Annával, Spirit FM, 2022. 02. 23. Balassa Krisztián: Marionett Fenomenál
- Mi történt? Tollra cserélte a pálcát Balassa Krisztián – Life TV – 2022. 04. 27.

## Interjúk
- A Mester, aki pálcával varázsol az árokban – Kádár Dóra – SKIP Magazin, 2012. 11.
- Minden dolog olyan erős, amilyen a leggyengébb láncszem benne – Flaisz János, 2019. 08. 14.
- A megismételhetetlenség varázsa – Budai Klára – Szuperinfo – 2019. 02.
- "Mindenkinek van valami függősége"[7] – beszélgetés Balassa Krisztiánnal – Illényi Mária riportja – Könyvhét 21/4.
- Csongor, Tünde és az útkereső karmester[8] – beszélgetés Balassa Krisztiánnal – Szele Tamás riportja – 2022. 03. 03.

## Diszkográfia
- Musical legendák – Universal Music 2010
- Miss Saigon – Sony Music, 2011
- Csillagok Éve – 2012 Operett Színház
- Lerch István MÜPA – DVD, 2013
- Anastasia: das Broadway Musical – Stage Entertainment –  2018